# مسرح مودييتو
قالب:Use Indian English

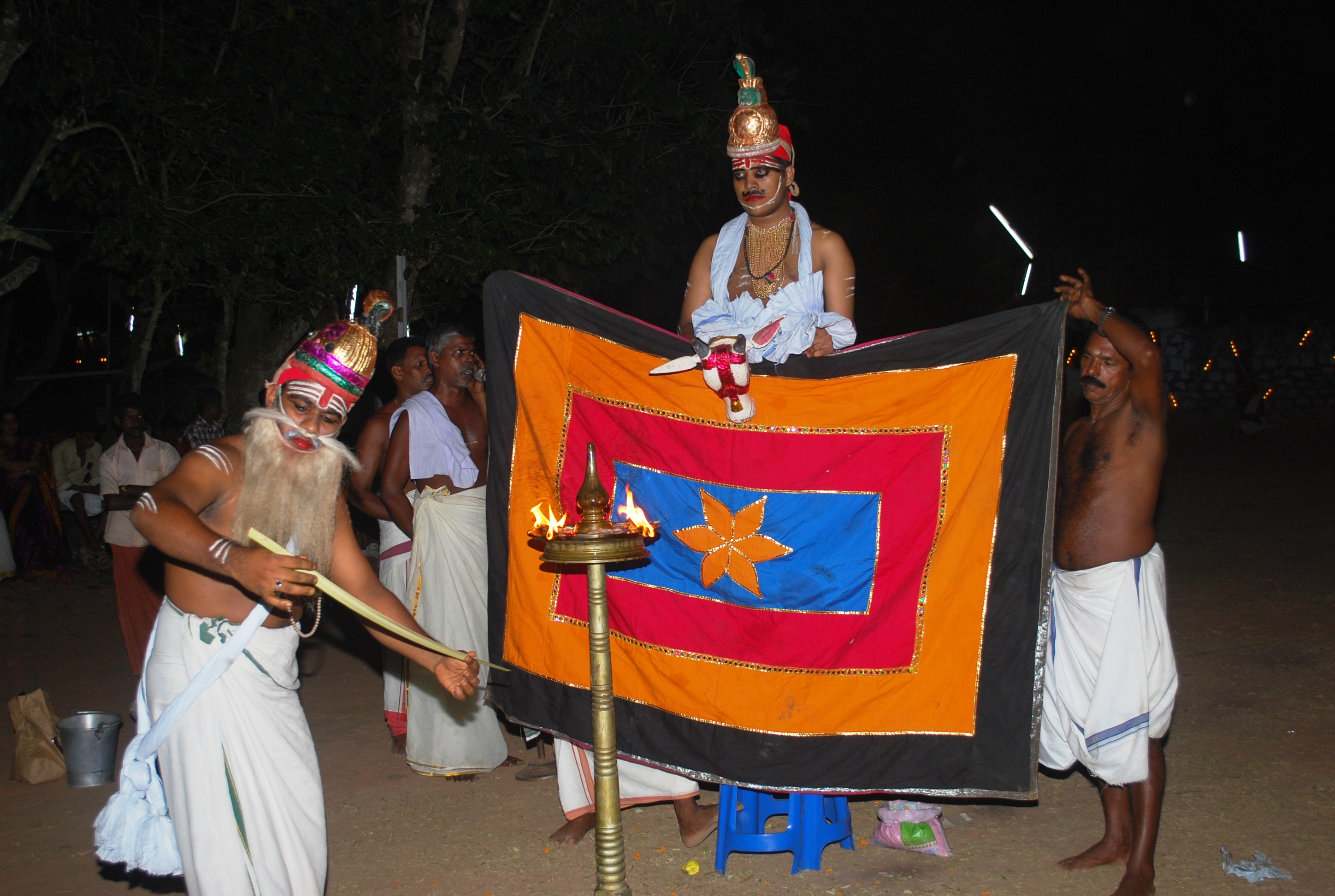
مودييتو

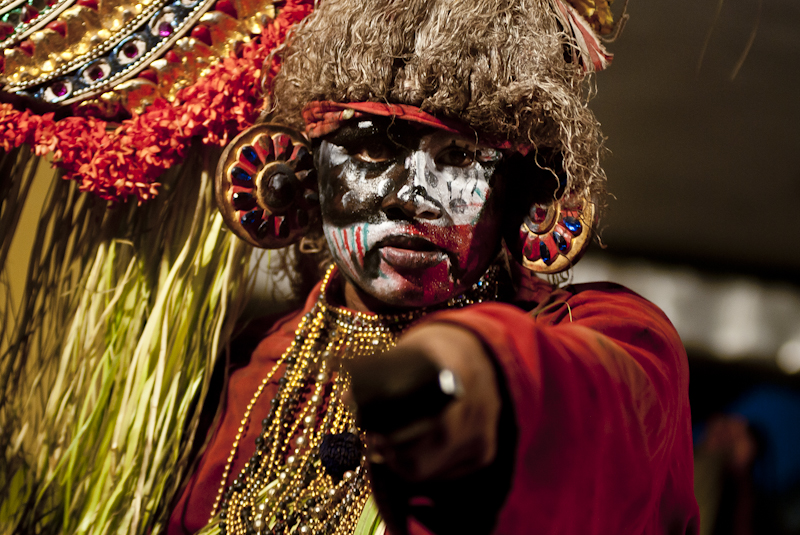
كولي - شخصية تساعد كالي في الظهور كممثل كوميدي

مودييتو هو مسرح طقسي تقليدي ودراما رقص شعبي من كيرالا يروي الحكاية الأسطورية لمعركة بين الإلهة كالي والشيطان داريكا. هذا الطقس هو جزء من عبادة بهاجافاتي أو بهادراكالي. يُؤدي الرقص في معابد بهادراكالي، معابد الإلهة الأم، بين فبراير ومايو بعد موسم الحصاد.
في عام 2010، تم تسجيل مودييتو في قائمة اليونسكو التمثيلية للتراث الثقافي اللامادي للإنسانية، ليكون الشكل الفني الثاني من كيرالا بعد كودياتام.

## أسطورة كالي - داريكا
كان داريكا شيطانًا حصل على نعمة من براهما تضمن له أنه لن يُهزم أبدًا بواسطة أي رجل يعيش في أي من العوالم الأربعة عشر في الأساطير الهندوسية. جعلت هذه النعمة داريكا قويًا ومتعجرفًا. مسلحًا بهذه النعمة، ذهب داريكا لغزو العالم وهزيمة حتى إندرا، ملك الآلهة. مع تزايد فظائعه، طلب الحكيم نارادا من شيفا احتواء داريكا. وافق شيفا، بتحايل على نعمة براهما بإعلانه أن داريكا سيتم قتله بواسطة الإلهة كالي، حيث أنها امرأة ولا تعتبر بين الرجال في العوالم الأربعة عشر.

## مميزات مودييت
مودييت هو طقس قروي يقام من قبل أعضاء فئة مارار وفئة كوروبو في مناطق تريسور، إرناكولام، كوتايام، وإدوكي في ولاية كيرالا. ومع ذلك، يساهم المجتمع بأكمله ويشارك فيه. يتم أداء مودييتو سنوياً في "بهاغافاتي كافوس"، معابدها للإلهة، في قرى مختلفة على طول نهري تشالاكودي بوزها، بيريار، وموفاتوبوزها.
لا يوجد تمارين أو استعداد في لعب دور الإلهة كالي. الأداء هو تطور طبيعي من الإله شيفا ونارادا والشياطين دانافان وداريكان إلى الإلهة كالي. يتطلب أداء مودييتو الكامل مجموعة من 16 شخصًا، بما في ذلك عازفي الإيقاع وفناني الكالاميزهوثو والمغنين. هناك أيضا اختلافات إقليمية واضحة في الملابس وأساليب الأداء في مودييتو. هكذا، في أسلوب كوراتي، تظهر كالي بجذع عاري، مغطى فقط بلوحة على شكل صدر في حين أنه في أساليب كونايكال، وكيزهيلام، وبازهور، ترتدي فستانًا كاملًا للجزء العلوي من الجسم. وبالمثل، في أسلوب كوراتي، يشبه مودي داريكا تاج كاتاكالي ورسم وجهه يشبه كاتهي فيشاس من كاتاكالي. وهذا يشير إلى كيف أصبح الشكلان مترابطين على الرغم من أن مودييتو يسبق كاتاكالي، حيث يتتبع علماء النقوش تطوره كفن حتى في القرن التاسع أو العاشر الميلادي.

## دور المجتمع
مودييتو هو مشروع جماعي يقام فيه دور محدد لكل فئة في القرية. يتم توفير أدوات الخيزران وجلود الطبول من قبل فئة البارايان، بينما تقوم فئة ثاندان بجلب نخل جوز الأريكا اللازمة للأقنعة والتاج. يقوم مجتمع الجاناكان برسم الأقنعة بينما يحافظ مجتمع الكوروفان على إشعال مشاعل البلاد. فئة الفيلوثيدان (الباتيان) هي التي تقوم بغسل الملابس المستخدمة في صنع ثوب الإله، بينما تقوم فئة الماران بتجهيز المشاعل والاحتفاظ بها بزيتها.[بحاجة لمصدر]
وبالتالي، تساهم كل فئة في القرية في المهرجان وفقًا لدورها التقليدي. التعاون المتبادل والمشاركة الجماعية لكل فئة في الطقوس يعزز ويعزز الهوية المشتركة والترابط المتبادل في المجتمع.

## نقل المديات وحفظها
كونها شكل فني قائم على المجتمع، فإن المجتمع هو الذي شجع تقليديًا وقام بتدريب الأجيال القادمة على الحفاظ على هذا الفن. لا توجد مدرسة أو مؤسسة لتقديم التدريب في هذا النوع من الفن، وبقاءه يعتمد تقريبًا بشكل حصري على النقل المباشر من خلال تقليد المعلم والتلميذ (شيشيا بارامبارا).